# هایلینبرگ، اتریش
هایلینبرگ  (به آلمانی: Heiligenberg) یک منطقهٔ مسکونی در اتریش است که در ناحیه گرایسکیرچن واقع شده‌است. هایلینبرگ  ۱۳٫۹ کیلومتر مربع مساحت دارد ۳۹۸ متر بالاتر از سطح دریا واقع شده‌است.